# Baldur's Gate: Dark Alliance II
Baldur's Gate: Dark Alliance II é a continuação do jogo Baldur's Gate: Dark Alliance. O jogo também se passa dentro do mundo místico de Forgotten Realms, cenário de campanha para o sistema de RPG Dungeons & Dragons. Nesta versão, são disponíveis para jogar cinco novos personagens, além de poder personaliza-los ao longo da campanha, sendo que cada um dos personagens possui habilidades especiais únicas.
O jogo possui mais de 40 níveis, os quais não são repetitivos, por isso atraem muitos jogadores. Uma novidade interessante é a possibilidade de criar armas poderosas, esse trabalho pode ser realizado falando com o vendedor na cidade de Baldur's Gate, o vendedor é um velho que faz essa opção de WorkShop. Com esta ferramenta de jogo, você poderá utilizar matérias brutas para forjar armas e armaduras com propriedades elementais, com Fogo, Gelo, Eletricidade, entre outros.
O jogo possui uma espécie de trailer no final do primeiro jogo da série, no qual um homem-lagarto conta a Mordoc, o chefão do segundo jogo da série, que a Onyx Tower havia sido destruída, junto a Eldrith, e que os personagens haviam sido capturados na saída do portal.
Foi lançado em 20 de Janeiro de 2004 (Estados Unidos) 6 de Fevereiro de 2004 (União Europeia).

## Personagens
Os personagens disponíveis para se jogar são:
- Dorn RedBear, um Humano Bárbaro especializado em combate corporal.
- Vhaidra Uoswiir, uma Elfa Drow, que é especializada em combate unarmed, ou seja sem armas.
- Ysuran Auondril, um Elfo Lunar Necromante, especializado em combate a distância, lançando magias.
- Borador GoldHand, um Anão Ladrão, especializado no uso de besta, armadilhas e abertura de baús.
- Allessia FaithHammer, uma Humana Clériga, especializada em feitiços divinos, como cura e proteção.

Depois de detonar o jogo em qualquer modo, o personagem:
- Drizzt Do'Urden, um Drow Ranger, que inicia o jogo já com suas duas espadas próprias, as quais são impossíveis trocar.

E depois de detonar o jogo no modo Extreme, o personagem:
- Artemis Entreri, um Humano Assassino arqui-inimigo de Drizzt, que também suas próprias armas, impossíveis de trocar.